# Castruccio Castracane degli Antelminelli
Castruccio Castracane degli Antelminelli (né le 21 septembre 1779 à Urbino dans les Marches, et mort le 22 février 1852 à Rome) est un cardinal italien du XIXe siècle. Les autres cardinaux de sa famille sont Giovanni Battista Castrucci (1585) et Bernardino Honorati (1777).

## Biographie
Castracane appartenait à la famille des Antelminelli. Il exerce des fonctions au sein de la curie romaine, notamment comme secrétaire de la Congrégation pour la Propaganda Fide.
Le pape Grégoire XVI le crée cardinal lors du consistoire du 15 avril 1833. Il est préfet de la Congrégation des indulgences et des saintes reliques en 1834. À partir de 1839, il est Grand pénitencier. Il est consacré cardinal-évêque de Palestrina le 11 février 1844 par Grégoire XVI avec comme co-consécrateurs Costantino Patrizi Naro et Gabriele Ferretti. Il est camerlingue du Sacré Collège en 1846 et 1847. Castracane participe au conclave de 1846, lors duquel Pie IX est élu pape. Il est président de la Commission gouvernementale en 1848 et 1849.

## Succession apostolique
Castruccio Castracane degli Antelminelli a ordonné les évêques suivants :
- Évêque Mariano Venturi (1844)
- Archevêque Alessandro Angeloni (1846)
- Cardinal Paul Cullen (1850)